# Voyageurs de Vanier
Pour les articles homonymes, voir Voyageur et Vanier.
Les Voyageurs de Vanier sont une équipe de hockey sur glace ayant évolué dans la Ligue semi-professionnelle du Québec.

## Historique
L'équipe a été créée en 1996 et ne prit part qu'à la saison 1996-97 avant d'être vendue et transférée pour devenir les As de Québec.

### Autres noms du club
Après leur court passage dans la LHSPQ la franchise connu diverse appellation, soit:
- Voyageurs de Vanier. 1996-1997.
- As de Québec 1997 à 1999.
- Caron & Guay de Beaupré 1999-2001.
- Caron & Guay de Charlesbourg 2001 à 2002.
- Caron & Guay de Beauport 2002 à 2003
- Radio X de Québec 2003 à 2008.
- Lois Jeans de Pont-Rouge 2008 à 2010

### Saisons en LNAH
Note: PJ : parties jouées, V : victoires, D : défaites, N : matchs nuls, DP : défaite en prolongation, DF : défaite en fusillade, Pts : Points, BP : buts pour, BC : buts contre, Pun : minutes de pénalité
| Saison  | PJ | V  | D  | N | DP | Pts | Classement                | Séries éliminatoires |
| ------- | -- | -- | -- | - | -- | --- | ------------------------- | -------------------- |
| 1996-97 | 36 | 11 | 23 | 0 | 2  | 24  | 4e place, division LHSPQE | hors des séries      |

### Référence
1. ↑  (en) Statistiques des Voyageurs sur http://www.hockeydb.com